# پرتوافشانی کنشگر فتوسنتزی

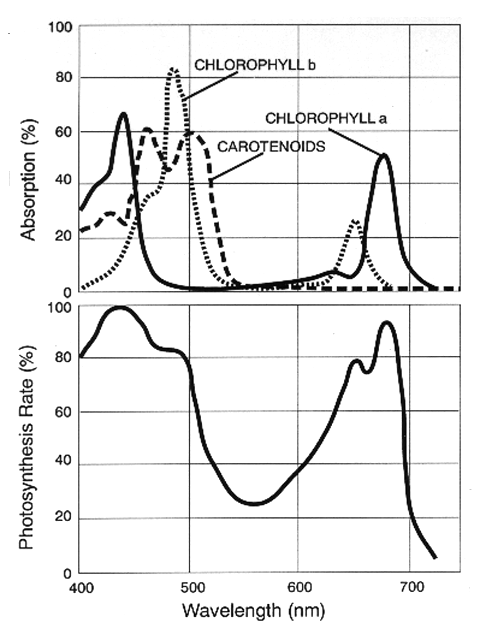
بالا: طیفهای جذب کلروفیل-A، کلروفیل-B و کاروتنوئیدهای که از یک محلول استرخاج شده‌اند. پایین: طیف عملکرد PAR (تکامل اکسیژن در هر فوتون تصادفی) از یک کلروپلاست جدا شده.

پرتوافشانیِ کُنشگرِ فتوسنتزی، (به انگلیسی Photosynthetically active radiation که اغلب با اختصار PAR نامیده می‌شود)، به محدوده طیفی از نور خورشید از ۴۰۰ تا ۷۰۰ نانومتر تعیین اشاره می‌کند که جاندارانفتوسنتزی در روند فتوسنتز توانایی استفاده از آن را دارند. این منطقه طیفی کم‌وبیش برابر با دامنه نوری است که چشم انسان توانایی دیدن آن را دارد. فوتون‌ها با طول موج کوتاه‌تر چنان پرانرژی هستند که می‌توانند به یاخته‌ها و بافت‌ها آسیب برسانند، اما بیشتر توسط لایه ازن در استراتوسفر فیلتر می‌شوند. از سوی دیگر فوتون‌هایی با طول موج طولانی‌تر، انرژی کافی را برای انجام فتوسنتز ندارند.
موجودات زنده دیگر مانند سیانوباکتری‌ها، باکتری‌های بنفش و هلیوباکتری‌ها می‌توانند از نور خورشید در طیفی نسبتاً گسترده‌تری مانند طیف فروسرخ بهره ببرند. این باکتری‌ها در محیط‌هایی مانند ته حوضچه‌های راکد، رسوبات و اعماق اقیانوس‌ها زندگی می‌کنند. به دلیل رنگدانه‌های خود، آنها بستر رنگارنگی از سبز، قرمز و بنفش تشکیل می‌دهند.